# دوري كرة القدم النرويجي الدرجة الأولى 1972
دوري كرة القدم النرويجي الدرجة الأولى 1972 (بالنرويجية: 2. divisjon fotball for menn 1972)‏ هو الموسم 24 من الدوري النرويجي الدرجة الأولى. أشرف على تنظيمه اتحاد النرويج لكرة القدم، وفاز فيه نادي ستارت.